# Escrita kawi
Kawi (também chamada Kavi) é a denominação de um sistema de escrita originário de Java e usado em muitas áreas do arquipélago malaio em inscrições datadas dos séculos VIII a XVI. É também o nome de um idioma, o Kawi, usada nesses textos e também chamada javanês antigo.
Já foi usada para escrever línguas antigas da Indonésia, das Filipinas, da Malásia. As escritas aproximadas a essa são Baybayn, Batak, Buhid, Escrita hanunoo, Lontara, Sundanesa, Rencong, Rejang, Tagbanwa.

## Características
A escrita é um abugida, no qual toda consoante já tem uma vogal inerente, usando-se diacríticos para suprimir a vogal inerente, usando só a consoante eou aplicando outra vogal.

## História
A palavra Kawi é derivada da escrita (ou Grantha), mencionada por estudiosos de Indologia como George Coedes e D. G. E. Hall como sendo base de vários sistemas de escrita do Sudeste Asiático. A Grantha foi usada primeiramente para escrever a língua tâmil, a qual hoje, porém, usa uma escrita derivada do Vatteluttu que, aliás também deriva da Pallava. Kawi também significa "mármore" em Sânscrito.
Os textos conhecidos mais antigos em Kavi datam do Reino Singhasari (século XIII) de Java Oriental. Escritas mais recentes foram localizadas em ruínas do Império Majapahati (sécs. XIII a XV) e também em Java Oriental, Bali, Bornéu e Sumatra.
Um documento muito conhecido que foi escrito em Kawi é a Inscrição em Placa de Cobre de Laguna (Filipinas), encontrada em 1989 em Laguna de Bay, na área metropolitana de Manila. É datada do ano 822 da Era Shalivahana, correspondendo a 10 de maio do ano 900 d.C, estando escrita em língua malaia antiga, contendo muitas palavras oriundas do Sânscrito, algumas de natureza não Malaia, cujas origens são ambíguas entre o antigo Javanês e a língua tagalo. Esse documento, junto com outras descobertas efetuadas mais recentemente no país, tais como a “Tara de Ouro” de Butuan, cerâmicas, artefatos e joias em ouro do século XIV achadas em Cebu, forma um conjunto arqueológico de enorme importância para se revisitar a História das Filipinas de 900 a 1521.

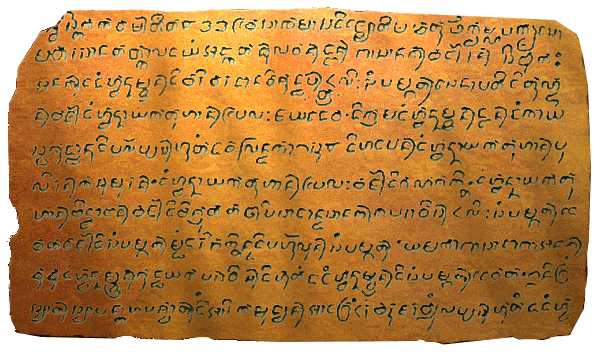
Inscrição na Placa de Laguna - Filipinas

## Selo em Marfim
No selo está escrito em Kawi a palavra "Butban". As três inscrições quadradas no selo são para sons BA, TA, NA; a curva sob o “BA” é o diacrítico para vogal /u/ que muda a sílaba BA para BU. O símbolo com forma de coração sob “TA” é o conjunto subscrito de BA que remove a vogal “default” (padrão) do TA (a escrita é um abugida); a curva grande à direita é o dito “virama” do Kawi, o qual indica que a vogal “default”  /a/ vogal de NA não é pronunciada. Assim, os caracteres juntos leem  "[Bu][Tba][N-]. Tanto no Balinês como Javanês, ambas descendentes do Kawi, essa palavra é escrita de forma muito similar, usando um diacrítico similar para /u/, o conjunto para B e o “virama”. O gênero literário escrito nesse alfabeto é o Kakawin.